# 중재 영상의학
중재 영상의학(interventional radiology, IR)은 X선 형광분석, 컴퓨터 단층 촬영, 자기 공명 영상 또는 초음파와 같은 의료 영상 지침을 사용하여 다양한 최소 침습 절차를 수행하는 의료 전문 분야이다. IR은 매우 작은 절개 또는 신체 구멍을 통해 진단 및 치료 절차를 모두 수행한다. 진단 IR 절차는 진단을 내리거나 추가 의학적 치료를 안내하기 위한 절차이며, 종양의 영상 유도 생검 또는 혈관이나 도관과 같은 속이 빈 구조에 영상 조영제 주입을 포함한다. 대조적으로 치료적 IR 절차는 직접 치료를 제공한다. 여기에는 카테터 기반 약물 전달, 의료 기기 배치(예: 스텐트) 및 협소한 구조의 혈관 성형술이 포함된다.
인터벤션 영상의학의 주요 이점은 작은 바늘과 와이어를 사용하여 신체 구멍이나 작은 절개를 통해 신체의 깊은 구조에 도달할 수 있다는 것이다. 이는 개방형 절차에 비해 위험, 고통 및 회복을 줄인다. 실시간 시각화는 또한 이상에 대한 정밀한 안내를 가능하게 하여 절차 또는 진단을 보다 정확하게 만든다. 이러한 이점은 내부 구조에 대한 즉각적인 접근 부족(출혈 또는 천공이 발생하는 경우)의 추가 위험과 백내장 및 암과 같은 방사선 노출 위험과 비교된다.